# Красная Дубрава (Пензенская область)
Красная Дубрава — село в Земетчинском районе Пензенской области России. Административный центр Краснодубравского сельсовета.

## География
Расположено в 17 км к северу от районного центра.

## История
В конце XIX — начеле XX вкеа село Успенское входило в состав Сядемской волости Спасского уезда Тамбовской губернии. В 1882 году в селе было 266 дворов, 36 грамотных мужчин и 4 женщины, 25 учащихся мальчиков (учащихся девочек нет), 4355 десятин надельной пахотной земли, 495 десятин леса и 1000 десятин неудобной земли на всю волость, 57 десятин брали в аренду, 437 рабочих лошадей, 315 коров, 25 семей занимались пчеловодством (505 ульев), 16 садов с 475 плодовыми деревьями; 26 дворов не имели лошадей, 101 – имели одну лошадь (бедняки), 125 – по 2-3 (середняки), 14 – по 4-5 лошадей (богатые). В 1913 году в селе имелись земская и церковноприходская школы.
С 1928 года село являлось центром сельсовета в состав Керенского района Пензенского округа Средне-Волжской области. С 1934 года — центр Краснодубравского сельсовета Земетчинского района, центральные усадьбы трех колхозов: «День Урожая», «Красная Армия», «Дружный». В 1941 — 1958 годах село входило в состав Салтыковского района Пензенской области. В 1955 году — центральная усадьба колхоза имени Хрущева, в 1980-е годы — центральная усадьба совхоза «Красная Дубрава».
На 1 января 2004 года на территории села действовало 289 хозяйств и проживало 741 человек.

## Население
| 1858  | 1862  | 1882  | 1897  | 1913  | 1926  | 1936  |
| ----- | ----- | ----- | ----- | ----- | ----- | ----- |
| 1424  | ↗1463 | ↗2060 | ↗2517 | ↗2851 | ↘2626 | ↘2224 |
| 1959  | 1979  | 1989  | 1996  | 2002  | 2010  |       |
| ↘1774 | ↘1200 | ↘971  | ↘857  | ↘746  | ↘574  |       |

## Инфраструктура
В селе имеются средняя общеобразовательная школа (новое здание построено в 1992 году), фельдшерско-акушерский пункт, отделение почтовой связи.

## Достопримечательности
В селе есть храм Троицы Живоначальной. Построен в 1896 году.